# Juhani Linnovaara
Pertti Ensio Juhani Linnovaara, född 7 januari 1934 i Tavastehus, död 17 juli 2022, var en finländsk målare och skulptör. Han var far till Antti Linnovaara och Laura Linnovaara (f.d. Lauritsalo). 

## Biografi
Linnovaara utbildade sig först till guldsmed (1948–1950) och genomgick 1950–1953 Finlands konstakademis skola samt ställde ut första gången 1952. Han framträdde till en början med ett klassiskt inspirerat måleri, som dock ganska snart ersattes av en personligt utformad surrealism. Hans produktion på 1950-talet avslöjade honom även tidigt som en suverän tecknare. Han målade i en omsorgsfull och detaljerad stil och tog bland annat intryck av sengotikens tyska och nederländska mästare samt av holländska stillebenmålare på 1600-talet. Hans målade och tecknade självporträtt från 1950-talet hör till de centrala i finländsk konst. Sin förmåga att byta stil visade han bland annat i början av 1960-talet, då han en kortare tid uppträdde som informalist. Viktigare i hans utveckling blev emellertid de historiska porträtt och satiriska pastischer på olika epokers konst, som han målade i mitten av 1960-talet. De innebar ett slutligt genombrott för honom och gav även internationellt erkännande. 
Linnovaaras historiska porträtt följdes i popkonstens anda av fantasifulla halvabstrakta figurer, vilka han även utförde i tredimensionell form. Han har senare fortsatt med sina sällsamma motiv och bevarat det figurativa och humoristiska i sitt måleri. Mot slutet av 1900-talet fick hans konst en större spridning genom att den även tillkom som grafik. Som guldsmed debuterade han 1972 som smyckeskonstnär för företaget Lapponia Jewelry. Med sina målningar och skulpturer vann han den internationella juryns pris på ungdomsbiennalen i Paris 1969 och representerade Finland på Venedigbiennalen följande år. Han tilldelades Pro Finlandia-medaljen 1971 och var Årets konstnär vid Helsingfors festspel 1978.